# Museu de Arte Moderna de São Paulo
Het Museu de Arte Moderna de São Paulo (MAM-SP) is een museum voor moderne en hedendaagse kunst in de Braziliaanse stad São Paulo.

## Geschiedenis
Het museum werd in 1948 gesticht naar het voorbeeld van het Museum of Modern Art in New York door de ondernemer Francisco Matarazzo Sobrinho en diens echtgenote Yolanda Penteado. De kern van de museumcollectie werd gevormd door 95 werken van onder anderen Hans Arp, Robert Delaunay, Hans Hartung, Joan Miró, Francis Picabia, Victor Vasarely, Alexander Calder, George Grosz en Fernand Léger. De eerste grote expositie From Figurativism to Abstractionism (curator was de Belgische kunstcriticus Léon Degand) vond in 1949 plaats in het gebouw van de Diários Associados in de Rua 7 de Abril. De collectie werd uitgebreid met een dotatie van Nelson Rockefeller met werken van Pablo Picasso, Wassily Kandinsky, Giorgio Morandi en anderen.
Vanaf 1951 kwam, door de organisatie van de Biënnale van São Paulo, de rol van het museum zelf, mede door het ontbreken van een aankoop- en upgradingsbeleid, op het tweede plan te staan. Het leidde ertoe dat het museum in 1963 werd gesloten. De museumcollectie werd geschonken aan de Universiteit van São Paulo, hetgeen het begin betekende van het Museu de Arte Contemporânea da Universidade de São Paulo (MAC-USP).
In 1969 vond een herstart plaats met een nieuwe collectie werken van Braziliaanse kunstenaars, een donatie van Carlo Tamagni, in het Bahia Paviljoen in het Parque do Ibirapuera met de expositie Panorama da Arte Atual Brasileira. De collectie is door donaties van bedrijven en kunstenaars met de jaren gegroeid tot meer dan 5000 werken.